# Saulxures-lès-Vannes
Saulxures-lès-Vannes ist eine französische Gemeinde mit 371 Einwohnern (Stand 1. Januar 2022) im Département Meurthe-et-Moselle in der Region Grand Est (bis 2015 Lothringen). Sie gehört zum Arrondissement Toul und zum Kanton Meine au Saintois. Die Einwohner werden Saulxurois/Saulxuroises genannt.

## Geografie
Saulxures-lès-Vannes liegt etwa 18 Kilometer südwestlich von Toul nahe der Autoroute A31 an den Grenzen zu den Départements Meuse und Vosges. Die Nachbargemeinden von Saulxures-lès-Vannes sind Vannes-le-Châtel im Norden, Allamps im Nordosten, Barisey-au-Plain im Osten, Autreville (im Département Vosges) im Südosten, Punerot (im Département Vosges) im Süden, Mont-l’Étroit und Sauvigny (im Département Meuse) im Südwesten sowie Pagny-la-Blanche-Côte (im Département Meuse) im Westen und Nordwesten.

## Geschichte
Funde aus gallo-römischer Zeit belegen eine frühe Besiedlung durch Menschen. Der Name der heutigen Gemeinde wurde im Jahr 836 erstmals in der Form Salsuriæ in einem Dokument  erwähnt. Im Mittelalter gehörte die Gemeinde zum Herzogtum Lothringen, das 1766 an Frankreich fiel. Bis zur Französischen Revolution lag die Gemeinde dann im Grand-gouvernement de Lorraine-et-Barrois. Von 1793 bis 1801 war die Gemeinde dem Distrikt Toul zugeteilt und Teil des Kantons Allamps. Von 1801 bis 2015 war die Gemeinde in den Kanton Colombey-les-Belles eingegliedert. Mit Ausnahme der Jahre 1926 bis 1943, als sie zum Arrondissement Nancy gehörte, ist Saulxures-lès-Vannes seit 1801 dem Arrondissement Toul zugeordnet. Die Gemeinde lag bis 1871 im alten Département Meurthe.

## Bevölkerungsentwicklung
| Jahr                       | 1962 | 1968 | 1975 | 1982 | 1990 | 1999 | 2006 | 2019 |
| Einwohner                  | 388  | 380  | 345  | 319  | 333  | 378  | 384  | 368  |
| Quellen: Cassini und INSEE |      |      |      |      |      |      |      |      |

## Sehenswürdigkeiten
- Kirche Saint-Martin aus dem 18. Jahrhundert
- Denkmal für die Gefallenen[1]
- Ruinen des in den Wirren der Französischen Revolution zerstörten Schlosses von Mérigny

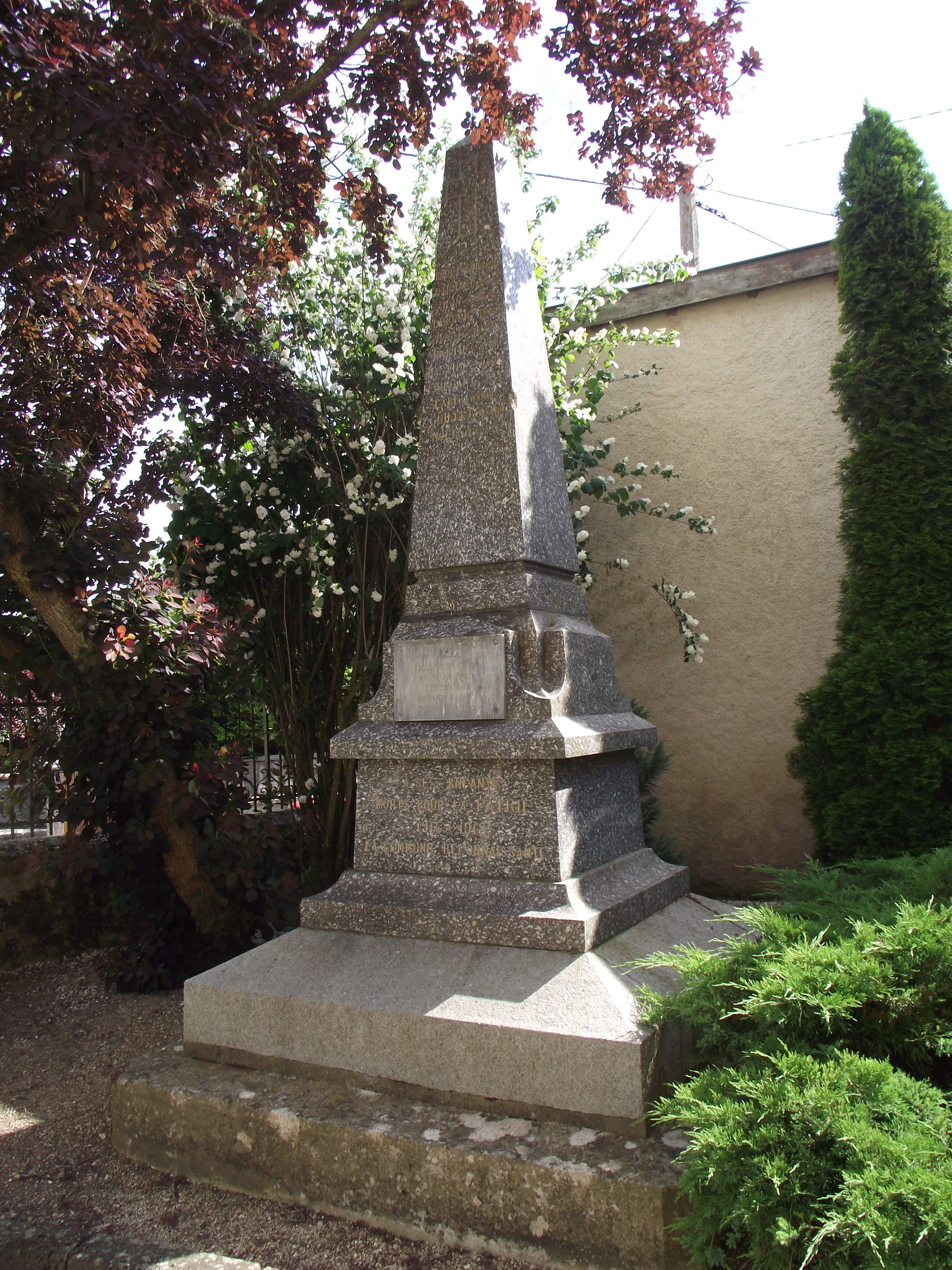
Denkmal für die Gefallenen